# Esteban Boix
Pour les articles homonymes, voir Boix.
Esteban Boix, né en 1774 à Barcelone et mort vers 1828, est un graveur espagnol.

## Biographie
Esteban Boix est né en 1774 à Barcelone. Étudiant à l'école des beaux-arts de Barcelone, il fut l'élève pensionné de Manuel Salvador Carmona (1734-1820).
Il a remporté en 1799 le prix de l'Académie de San Fernando et a participé avec les autres disciples de Carmona à certaines des plus grandes entreprises de la fin du XVIIIe et du début du XIXe siècle comme la série de portraits des célébrités espagnoles. Son talent se manifeste tant dans les portraits que dans les reproductions de tableaux célèbres. Il a également illustré des livres. Artiste habile, il a gagné une réputation enviable.

## Style et technique
Esteban Boix réalisa en 1798 une gravure d'interprétation de la Madeleine repentante de Charles Le Brun d'après un burin du graveur français d'origine flamande Gérard Edelinck. Ce dernier était un buriniste très apprécié des graveurs espagnols pour sa technique. La comparaison des deux estampes (fig. 2 et 3) permet d'examiner la maitrise technique des deux graveurs.

Comparaison stylistique et technique
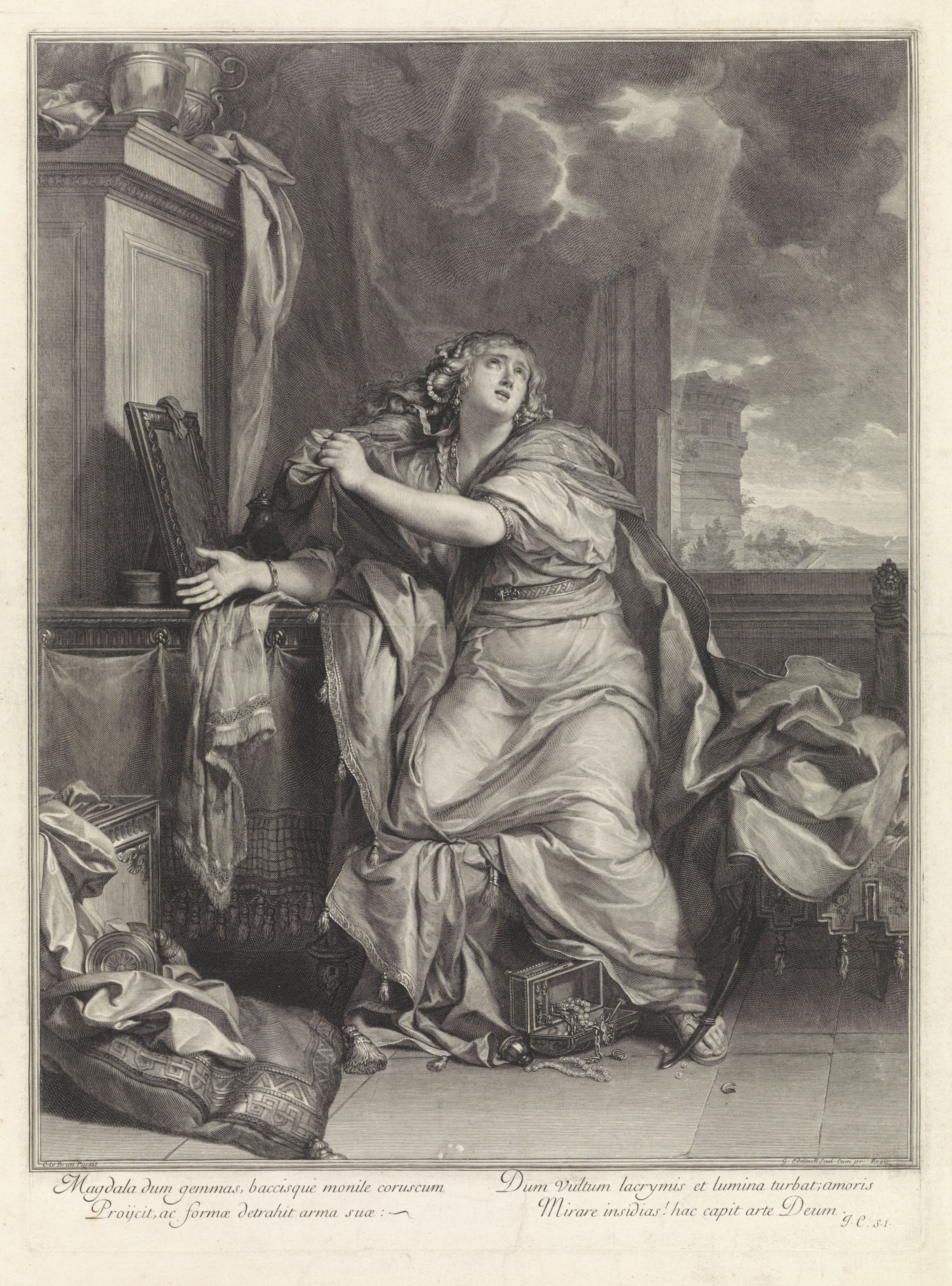
2. Gerard Edelinck d'après Charles Le Brun, Sainte Madeleine repentante, burin, Rijksmuseum, Amsterdam, inv. RP-P-OB-67.628.
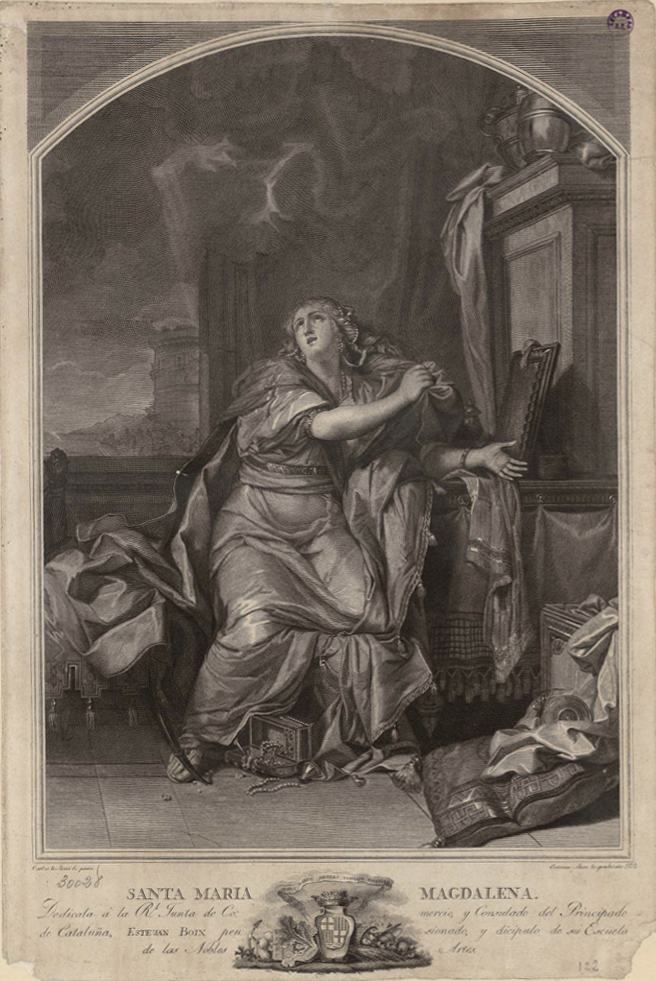
3. Esteban Boix d'après Charles Le Brun, Sainte Madeleine repentante, burin, copie en contrepartie de Gerard Edelinck, Biblioteca Nacional de España.

## Œuvres
- La Visitación (1784)[5]
- Santo Domingo de Guzmán[5]
- Retrato de Fr. Francisco Camacho[5]
- Virgen amparando a los Dominicos[5]
- Santiago Apostol Patron de España[5] (fig. 1)
- Triunfo de la Religión y del Rey Fernando VII[5]
- Visita de Nuestra Señora a su Prima Sta Isabel[5]
- Diploma del Consejo de Indias dedicado a Fernando VII[5]
- Retrato de Pedro Rodríguez de Campomanes[5]
- Retrato de Pedro de Rivadeneyra[5]
- Día 10 de marzo de 1820 en Cádiz (avec Manuel Roca)[5]
- D. Pedro Rodríguez Campomanes (avec Fernando Selma)[5]
- La Visitación[6]
- Compendio histórico de las vidas de los Santos canonizados y beatificados del sagrado órden de predicadores (collaboration)[6]
- Vista de la Puerta de Alcalá (co-créateur)[6]
- Vista del Palacio del Duque de Berwick (co-créateur)[6]
- Vista de la fuente de Cibeles (co-créateur)[6]
- Vista de la Iglesia del Buen Suceso. Madrid - Grabado (co-créateur)[6]
- Retrato de Melchor Cano[6]
- Santa María Magdalena[6] (fig. 3)